# Dossor (Kasachstan)
Dossor (kasachisch und russisch Доссор) ist ein Ort in Kasachstan.

## Geografie
Dossor liegt im Westen Kasachstans im Gebiet Atyrau etwa 90 Kilometer nordöstlich von Atyrau am östlichen Randgebiet der Kaspischen Senke. Die Umgebung ist durch weitläufige und flache wüstenartige Ebenen gekennzeichnet, die mit zahlreichen Salzseen durchzogen sind. Durch den salzhaltigen Boden ist Landwirtschaft in der Region nicht möglich. In der Region gibt es zahlreiche Erdölvorkommen.
Das Klima in Dossor ist kontinental und trocken. Die Winter sind ziemlich kalt mit einer Durchschnittstemperatur im Januar von −10 °C, die Sommer sind heiß mit durchschnittlichen Temperaturen von 25 °C. Das ganze Jahr über gibt es nur wenig Niederschlag.

## Geschichte
Die Entstehung von Dossor ist eng mit der Entwicklung der Erdölfelder der Umgebung verbunden. Bereits Ende des 19. Jahrhunderts gab es russische Expeditionen zur Erforschung potenzieller Erdöl und Erdgasvorkommen in der Region zwischen dem Ural und der Emba. Bei Probebohrungen wurde in der Nähe des heutigen Ortes ein großes Erdölvorkommen entdeckt, dessen Ausbeutung ab 1911 begann. Zu diesem Zweck wurde hier mit dem Bau von Wohnraum für die Arbeiter begonnen. Zwei Jahre später arbeiteten bereits mehr als 2000 Menschen auf den Ölfeldern und der Ort wuchs zu einer Ölstadt heran. Es gab ein Dutzend Wohngebäude für Arbeiter, ein Krankenhaus, eine Schule, ein Kraftwerk und sogar eine Telefonverbindung wurde eingerichtet.

## Bevölkerung
Bei der Volkszählung 1999 hatte Dossor 9.283 Einwohner. Die Volkszählung 2009 ergab für den Ort eine Einwohnerzahl von 11.470. Bei der letzten Volkszählung 2021 lebten 13.806 Menschen in Dossor.
| Einwohnerentwicklung               | Einwohnerentwicklung | Einwohnerentwicklung | Einwohnerentwicklung | Einwohnerentwicklung | Einwohnerentwicklung | Einwohnerentwicklung | Einwohnerentwicklung |
| 1939                               | 1959                 | 1970                 | 1979                 | 1989                 | 1999                 | 2009                 | 2021                 |
| ---------------------------------- | -------------------- | -------------------- | -------------------- | -------------------- | -------------------- | -------------------- | -------------------- |
| 8.392                              | 9.511                | 8.256                | 8.806                | 8.600                | 9.283                | 11.470               | 13.806               |
| Anmerkung: Volkszählungsergebnisse |                      |                      |                      |                      |                      |                      |                      |

## Wirtschaft und Verkehr
Die Wirtschaft in Dossor ist stark von der Erdölförderung geprägt. Im Ort ist die Produktionsabteilung Dossormunaigas beheimatet, die zum Unternehmen Embamunaigas gehört. Dossor ist an das kasachische Fernstraßennetz angebunden. Durch den Ort führt die A27, die in nördlicher Richtung nach Aqtöbe führt und in westlicher Richtung über Atyrau weiter zur russischen Grenze. In Dossor beginnt außerdem die A33, auf der man von hier aus nach Aqtau gelangt.

## Söhne und Töchter des Ortes
- Rawil Schyrdabajew (* 1940), Diplomat und Politiker